# Aviva (Vorname)
Aviva (hebräisch: אֲבִיבָה) ist ein hebräischer weiblicher Vorname, die weibliche Form zu Aviv mit der Bedeutung „Frühling“.

## Namensträger
- Aviva Chomsky (* 1957), US-amerikanische Historikerin
- Aviva Farber (* 1984), US-amerikanische Schauspielerin
- Aviva Joel (* 1949), israelische Schauspielerin
- Aviva Semadar (1935–2025), israelische Folklore- und Chanson-Sängerin